# Amastus tristis
Amastus tristis är en fjärilsart som beskrevs av Rothschild 1909. Amastus tristis ingår i släktet Amastus och familjen björnspinnare. Inga underarter finns listade i Catalogue of Life.